# Vispipuuro

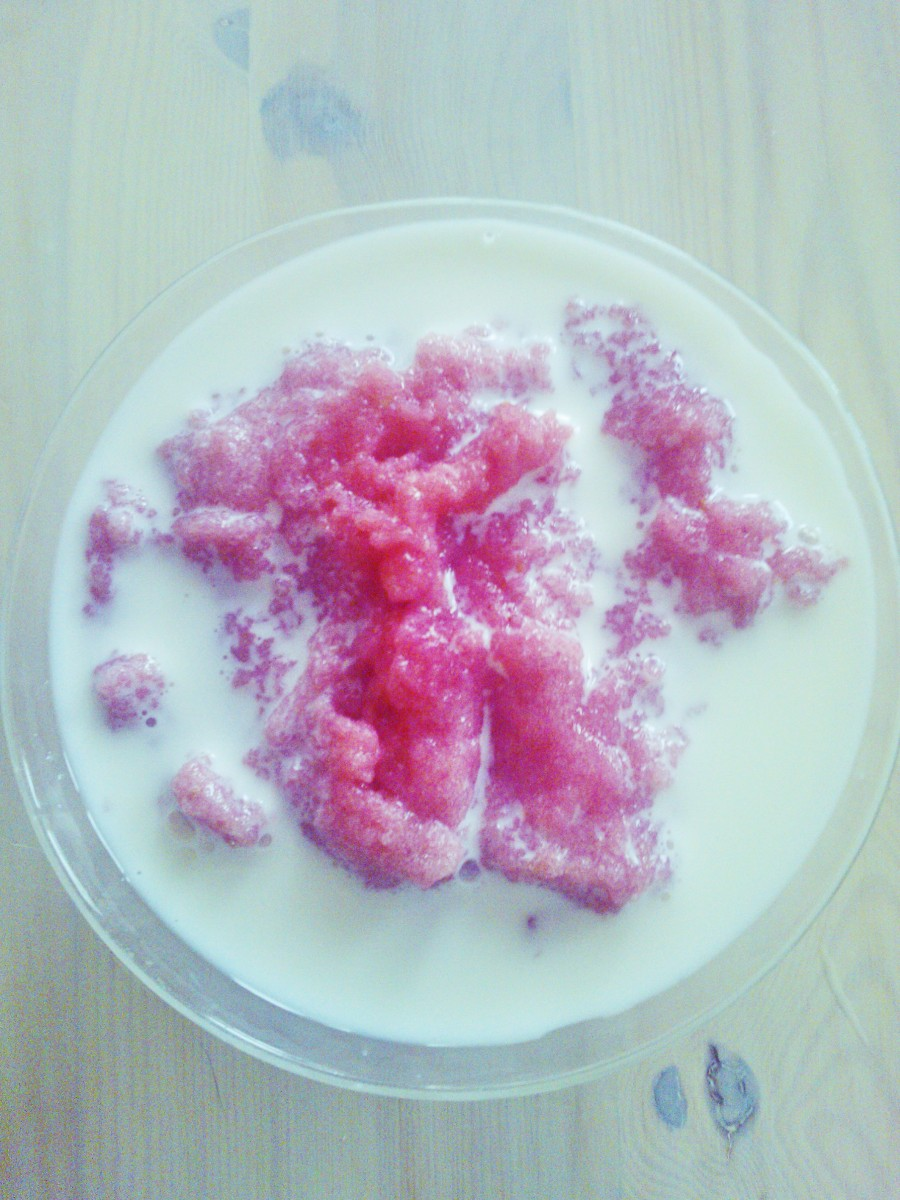
Vispipuuro

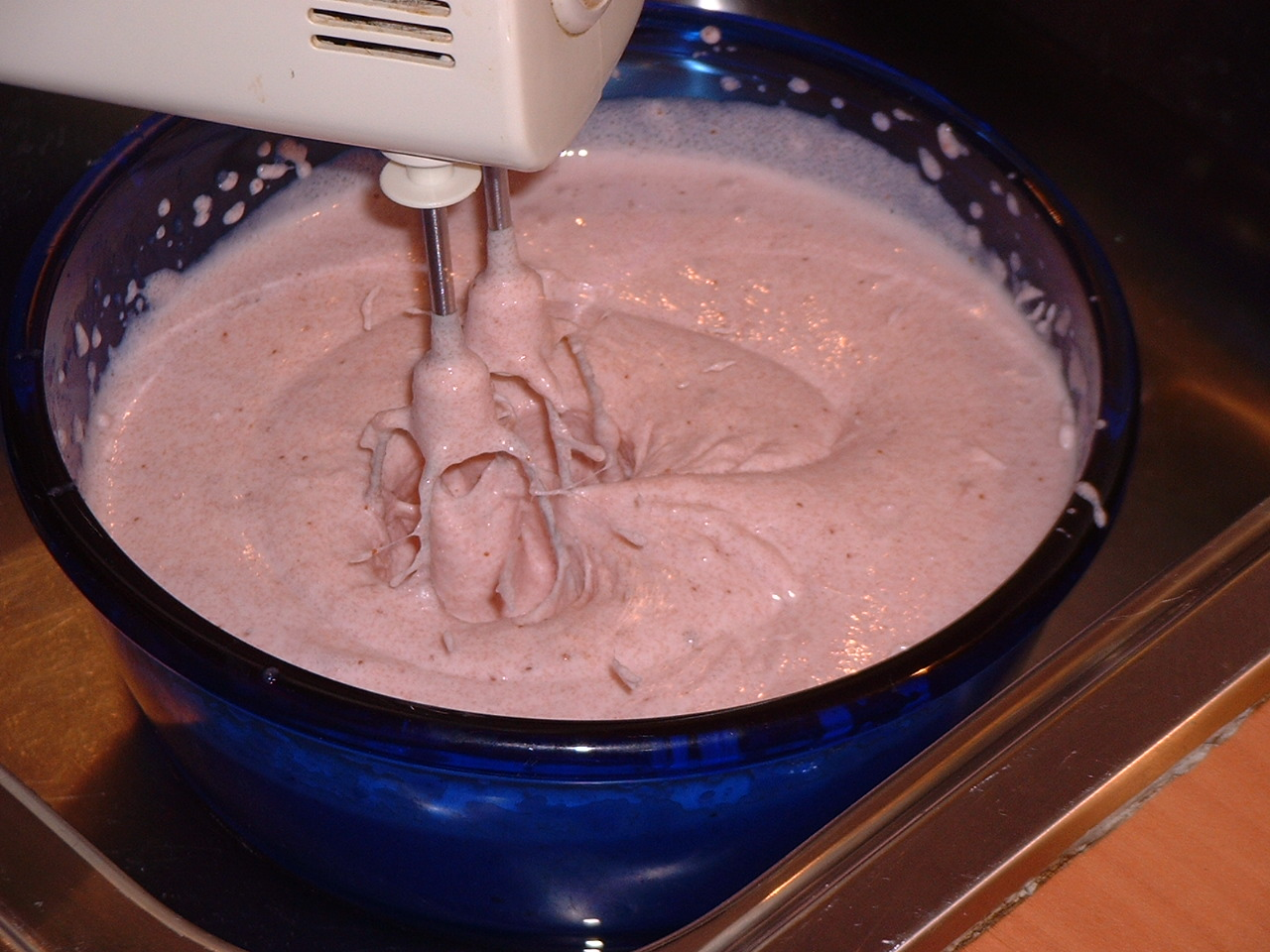
Ubijanie podczas stygnięcia w zlewozmywaku wypełnionym wodą

Vispipuuro (fiń. bita owsianka) lub klappgröt (szwedzki) – słodki deser, kasza manna na mleku z jagodami, zazwyczaj brusznicami. To danie zarówno kuchni szwedzkiej, jak i fińskiej. Kasza manna jest gotowana z jagodami i słodzikiem. Po ochłodzeniu, owsianka jest energicznie ubijana do uzyskania lekkiej konsystencji musu. Deser podaje się z mlekiem i cukrem. Inne używane owoce i jagody to żurawina, morele, agrest i truskawki.